# Староприлуцький замок
Староприлуцький замок — втрачена оборонна споруда у селі Стара Прилука.
Оборонний замок було засновано Янушем Збаразьким, одна з перших згадок про замок належить до 1594 р. Замок був підсилений баштами, ровами. Замок мав потужні земляні вали. У 18 столітті на місці колишнього замку було збудовано Староприлуцький палац.